# Megacorma obliqua
Megacorma obliqua is een vlinder uit de familie pijlstaarten (Sphingidae). De wetenschappelijke naam van de soort werd in 1856 gepubliceerd door Francis Walker. De soort komt voor in het zuidoosten van Azië. De spanwijdte is 120-145 mm.

## Voorkomen
De soort komt voor van India en Sri Lanka in het westen, noordelijk tot het zuiden van China (Yunnan, Hainan) en in het oosten van Nieuw-Guinea en Salomonseilanden.